# Айтач, Кимья Гёкче
Кимья́ Гёкче́ Айта́ч (тур. Kimya Gökçe Aytaç; род. 25 января 1990, Стамбул) — турецкая актриса

 театра, кино и телевидения, и фотомодель.

## Ранние годы
Кимья Гёкче Айтач родилась 25 января 1990 года в Стамбуле (Турция). Она окончила факультет компьютерного программирования Университета Коджаэли и ещё во время учёбы там начала получать актёрское образование. Получив базовое актёрское образование в актёрской мастерской Craft, Айтач прошла курс профессионального актёрского мастерства в Dialog Anlatım İletişim, после чего начала актёрскую карьеру.

## Карьера
Айтач дебютировала на телевидении в 2009 с ролью в телесериале «Опасные улицы». В последующих годы она сыграла более чем в тридцати фильмах, телесериалах, рекламных роликах и театральных постановках. Как театральная актриса, сотрудничала со Стамбульским театром комедии и театром Едитепе.

## Личная жизнь
С 2011 по 2013 год Айтач была замужем за актёром Гёкче Озиолем.
Айтач занимается вокалом, играет на классической и электрогитарах, владеет верховой ездой и боевым искусством тхэквондо.

## Фильмография
| Год       |   | Русское название                    | Оригинальное название | Роль                     |
| --------- | - | ----------------------------------- | --------------------- | ------------------------ |
| 2009      | с | Опасные улицы                       | Arka Sokaklar         |                          |
| 2013      | с | Каждый брак заслуживает второй шанс | Böyle Bitmesin        |                          |
| 2013      | с | 20 минут                            | 20 Dakika             | «Мышь» Серпиль Эргуноглу |
| 2013      | с | Прилив                              | Medcezir              |                          |
| 2015      | с | Зейрек и Чейрек                     | Zeyrek ile Çeyrek     | Айше                     |
| 2016      | с | Ящерица                             | Kertenkele            | Бахар                    |
| 2016      | с | Королева ночи                       | Gecenin Kraliçesi     | Мюжде                    |
| 2016      | с | Сердце ветра                        | Rüzgarın Kalbi        | Джансу                   |
| 2017      | ф | Перст визиря                        | Vezir Parmağı         | русская женщина          |
| 2017      | с | Два лжеца                           | İki Yalancı           |                          |
| 2017—2018 | с | Маленькие убийства                  | Ufak Tefek Cinayetler | Суде                     |
| 2018      | с | Удача                               | Servet                | Селин                    |
| 2018      | ф | Искусство найти мужа                | Koca Bulma Sanatı     |                          |
| 2018      | ф | Сокровище внутри меня               | İçimdeki Hazine       | Экин                     |
| 2018      | с | Возрождение: Эртугрул               | Diriliş Ertuğrul      | Евдокия                  |
| 2018—2019 | с | Ранняя пташка                       | Erkenci Kuş           | Полен                    |
| 2019—2020 | с | Любовь напоказ                      | Afili Aşk             | Сырма / Умай             |
| 2020      | с | Мистер Ошибка                       | Bay Yanlış            | Ирем Доган               |
| 2021      | ф | Погоня                              | Kovala                | Зейнеп                   |
| 2021      | с | Невинность                          | Masumiyet             | Асу Ильгяз               |
| 2021      | ф | Не может быть правдой               | Benim Kocam Yapmaz    | Мераль                   |
| 2022      | с | Красивее, чем ты                    | Senden Daha Güzel     | Джанан                   |
| 2023      | ф | Это только начало                   | Bu Bir Baslangiç      |                          |